# Галуза, Павел Яковлевич
Павел Яковлевич Галуза (27 декабря 1911, Рогозное, Волынская губерния, Российская империя — 10 февраля 1943, Харьковский район, Харьковская область, УССР, СССР) — советский военачальник, майор (1942).

## Биография
Родился 27 декабря 1911 года в селе Рогозное, ныне в Дубенском районе Ровненской области. Украины.

### Военная служба

#### Межвоенные годы
В октябре 1927 года добровольно поступил в Украинскую военно-подготовительную школу им. М. В. Фрунзе в городе Полтава. В марте 1929 года по собственному желанию уволился из неё и работал затем помощником слесаря в вагонных мастерских депо на ст. Основа.
В сентябре 1929 года поступил в Харьковскую школу червонных старшин им. ВУЦИК. После выпуска из неё в марте 1932 года был назначен в 122-й стрелковый полк 41-й стрелковой дивизии УВО в городе Александрия Кировоградской области, где проходил службу командиром пулемётного взвода, помощником командира пулемётной роты, помощником начальника боепитания и командиром 2-й пулемётной роты. В 1935 года при испытании разработанной им гранаты был ранен. Приказом по войскам ХВО от 17 августа 1937 года уволен в запас. Работал военруком, преподавателем географии и преподавателем физкультуры в сельскохозяйственном техникуме в г. Александрия. В марте 1939 года был призван из запаса и назначен помощником командира роты в 77-й стрелковый полк 80-й стрелковой дивизии. С сентября служил в 218-м стрелковом полку этой же дивизии помощником начальника штаба полка, начальником полковой школы, начальником штаба и командиром батальона. В его составе принимал участие в походе РККА в Западную Украину, в Советско-финляндской войне и в походе Красной армии в Бессарабию. Указом ПВС СССР от 11 апреля 1940 года награждён орденом Красной Звезды. В октябре 1940 года был переведен в штаб 80-й стрелковой ордена Ленина дивизии КОВО помощником начальника оперативного отделения.

#### Великая Отечественная война
С началом войны старший лейтенант Галуза был зачислен слушателем Военной академии Красной армии им. М. В. Фрунзе. После окончания её ускоренного курса 25 февраля 1942 года назначается начальником штаба 169-й отдельной курсантской стрелковой бригады АрхВО, 6 апреля переводится на должность помощника начальника отдела боевой подготовки штаба округа, а 12 апреля — помощника начальника 1-го (оперативного) отделения оперативного отдела штаба 58-й армии, переформированной в конце мая в 3-ю танковую. С июля капитан Галуза командовал мотострелковым батальоном в 179-й отдельной танковой бригаде этой же армии. С 22 августа армия была включена в состав Западного фронта и участвовала в контрударе по 2-й немецкой танковой армии в районе южнее города Козельск. 24 августа Галуза получил приказ вести наступление на деревню Сорокино. Выбив противника из деревни Госьково, батальон занял выс. 250.2. Встретив сильное сопротивление противника и понеся большие потери, он в течение трех суток под сильным воздействием авиации противника, миномётного и ружейного огня стойко удерживал захваченную высоту. В октябре Галуза вступил в должность начальника штаба 179-й отдельной танковой бригады, находившейся в это время в резерве Ставки ВГК. С 1 января 1943 года она вместе с армией вошла в состав Воронежского фронта и участвовала в Острогожско-Россошанской наступательной операции. С 23 января майор Галуза принял командование 184-й стрелковой дивизией 3-й танковой армии и участвовал с ней в Харьковской наступательной операции. Части дивизии обошли город Харьков с юга, к исходу 5 февраля вышли к реке Северский Донец в районе города Чугуев. Однако форсировать эту водную преграду дивизия смогла лишь 14 февраля и вышла к южной окраине Харькова. В завязавшихся здесь тяжелых боях 10 февраля майор Галуза погиб.

## Награды
- два ордена Красного Знамени (30.10.1942[3], 04.02.1943[4])
- орден Красной Звезды (11.04.1940)[5]